# 西哈里森 (印地安納州)
西哈里森（英語：West Harrison）是一個位於美國印地安納州迪爾伯恩縣的城鎮。

## 地理
西哈里森的座標為39°15′41″N 84°49′15″W / 39.26139°N 84.82083°W，而該地的平均海拔高度為158米（即518英尺）。

## 人口
根據2010年美國人口普查的數據，西哈里森的面積為0.59平方千米，當中陸地面積為0.57平方千米，而水域面積為0.02平方千米。當地共有人口289人，而人口密度為每平方千米490人。